# Gave Up
«Gave Up» (с англ. — «Сдаться») — песня американской рок-группы Nine Inch Nails, шестой трек с их мини-альбома Broken 1992 года. Написана и спродюсирована Трентом Резнором, сопродюсирована Марком «Фладом» Эллисом.

## Музыка и тексты песен
Песня отличается агрессивным тоном, быстрым темпом и более интенсивным использованием гитар, в отличие от танцевальных песен Резнора с альбома Pretty Hate Machine. В песне также широко используется Mellotron MKIV, который ранее принадлежал покойному фронтмену The Beatles Джону Леннону. В песне также присутствуют роботизированные вокальные эффекты.
В лирическом плане песня затрагивает темы изоляции, принадлежности, ненависти к себе и агонии. Наполненные тревогой тексты Резнора в этой песне, такие как "After everything I've done I hate myself for what I've become" (После всего, что я сделал, я ненавижу себя за то, кем я стал), рассматривались как укрепление его статуса «темного повелителя судьбы».

## Видеоклипы
На "Gave Up" существуют два разных видео. Одна из них — это кадры выступления группы с Мэрилином Мэнсоном, исполняющей эту песню в студии Le Pig по адресу Сьело-драйв, 10050, где NIN записали The Downward Spiral и некоторые части фильма Broken. Вторая — оригинальные кадры финала фильма Broken

## Использование
Песня исполнилась во время съемок сцены с боулингом в фильме «Шоссе в никуда» по требованию режиссера Дэвида Линча.